# Neri Menor Vargas
Neri Menor Vargas OFM (ur. 30 maja 1960 w Pacopampa) – peruwiański duchowny rzymskokatolicki, biskup Huánuco w latach 2016-2022, biskup Carabayllo od 2022.

## Biografia
Urodził się 30 maja 1960 r. w Pacopampa, prałaturze terytorialnej Chota. Śluby wieczyste w zakonie franciszkanów złożył 25 stycznia 1998 r. i ukończył studia filozoficzno-teologiczne w Instytucie Studiów Wyższych im. Jana XXIII w Limie.
Święcenia kapłańskie przyjął 20 marca 2000 r.
Pełnił następujące funkcje: gwardiana i proboszcza parafii Chrystusa Króla w Ilo w diecezji Tacna i Moquegua (2000-2002); definitora prowincjalnego, sekretarza ds. formacji i studiów oraz magistra studentów franciszkańskich w Limie (2003-2005) i w Cuzco (2006-2008); ponownie definitora prowincji oraz proboszcza parafii św. Marii od Jezusa w Comas, w diecezji Carabayllo (2012-2014); ministra Franciszkańskiej Prowincji 12 Apostołów w Peru (2014-2016). 12 maja 2016 został wybrany biskupem Huánuco, a święcenia biskupie otrzymał 17 lipca.
20 kwietnia 2022 roku papież Franciszek mianował go biskupem Carabayllo.